# Marilyn Maxwell
Marvel Marilyn Maxwell (Clarinda, 3 de agosto de 1921 – Beverly Hills, 20 de março de 1972) foi uma atriz norte-americana. 
Marilyn atuou em vários filmes e programas de rádio durante as décadas de 1940 e 1950, além de entreter as tropas norte-americanas durante a Segunda Guerra Mundial e na Guerra da Coreia, na companhia de Bob Hope.

## Biografia
Marilyn nasceu na cidade de Clarinda, estado de Iowa, em 1921. Era filha de Harry E. Maxwell e Anne Margaret Tomlinson, professora de piano. Aprendeu piano com a mãe desde pequena e começou a dançar aos 3 anos. Seus pais se divorciaram quando Marilyn ainda era criança. Sua mãe então se mudou para Los Angeles após o divórcio. Sua mãe começou a trabalhar na indústria do entretenimento, levando a filha ensaios, shows e a testes. Quando estava no ensino médio, Marilyn largou os estudos para se tornar cantora em uma banda.
Marilyn viajou pelo país cantando em cabarés e em programas de rádio. Seu pai morreu em 1950 e sua mãe no ano seguinte, mas Marilyn não pode ir aos funerais porque estava acompanhando as tropas norte-americanas.

## Carreira
Sua carreira começou como cantora e apresentadora de programas de rádio com a banda de Ted Weems quando ainda era adolescente. Em 1942, ela assinou um contrato com a Metro-Goldwyn-Mayer. Entre os programas que participou estão o Beat the Band e The Abbott and Costello Show. Louis B. Mayer, presidente da MGM na época, insistiu para ela retirasse o sobrenome Marvel de seu nome artístico e assim ela o fez.
Marilyn participou de vários filmes de sucesso na década de 1940. Lost in a Harem estreou em 1944, com Marilyn Maxwell e Abbott & Costello e em 1949 ela estrelou ao lado de Kirk Douglas em Champion. Em 1958, estrelou ao lado de Jerry Lewis em Rock-A-Bye Baby. Também apareceu como cantora no programa de Jimmy Durante em 1955 e 1956.

## Vida pessoal

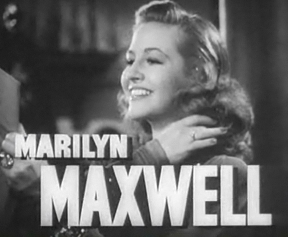
Do trailer de Stand by for Action (1942)

Marilyn Maxwell foi casada três vezes; as três vezes terminaram em divórcio. Em setembro de 1944, casou-se com o ator John Conte, mas o divórcio veio apenas dois anos depois. Seu segundo casamento foi com o empresário Anders McIntyre, que durou apenas um ano, terminando em 1951. Seu único filho, Matthew, nasceu da união com o roteirista e produtor Jerry Davis em 1956, mas o casamento acabou em 1960.
Marilyn era muito amiga de Frank Sinatra com acabou tendo um caso extraconjugal quando ele era casado com Nancy. Depois que Nancy a viu usar um bracelete que tinha encontrado no carro do marido, Nancy expulsou Marilyn e seu então marido, John Conte da festa de Natal, em 1945. Frank admitiu o caso, alegando não ser nada sério. Logo depois, o relacionamento de Marilyn e Sinatra acabou.
Entre 1950 e 1954, Marilyn manteve um caso com o ator Bob Hope. Ele era casado na época com a cantora Dolores Reade Hope, mas o relacionamento de Bob e Marilyn era tão conhecido que muitos a chamavam em Hollywood de "Sra. Bob Hope".
Depois de seu último divórcio, Marilyn se tornou uma grande amiga do ator Rock Hudson, mas os rumores de que eles namoravam nunca foram confirmados. Os encontros em que eram vistos juntos foram arranjados pelo agente de Hudson, para abafar os boatos de que o ator era gay.

## Morte
Marilyn Maxwell morreu em 20 de março de 1972, aos 50 anos, em sua casa em Beverly Hills. Seu filho de 15 anos na época a encontrou morta no chão da cozinha depois de chegar da escola. A causa da morte foi infarto. Ela vinha se tratando de hipertensão e de uma doença pulmonar prévia. Bob Hope, Bing Crosby, Frank Sinatra e Jack Benny compareceram em seu funeral. Seu corpo foi cremado e as cinzas espalhadas no mar.

## No rádio
| Ano  | Programa                  | Episódio/fonte  |
| ---- | ------------------------- | --------------- |
| 1946 | Stars over Hollywood      | A Woman's Touch |
| 1949 | The Martin and Lewis Show | Episódio 10     |

## Filmografia

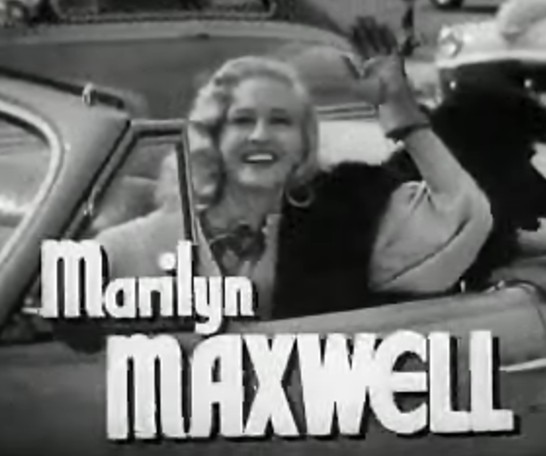
Trailer de High Barbaree

- Stand by for Action (1942) - Audrey Carr
- Dr. Gillespie's Criminal Case (1943) - Ruth Edly
- Salute to the Marines (1943) - Helen Bailey
- Thousands Cheer (1943) - balconista da farmária em Red Skelton Skit
- Swing Fever (1943) - Ginger Gray
- Three Men in White (1944) - Ruth Edley
- Lost in a Harem (1944) - Hazel Moon
- Between Two Women (1945) - Ruth Edley
- The Show-Off (1946) - Amy Fisher Piper
- High Barbaree (1947) - Diana Case
- Summer Holiday (1948) - Belle
- Race Street (1948) - Robbie Lawrence
- Champion (1949) - Grace
- Key to the City (1950) - Sheila
- Outside the Wall (1950) - Charlotte Maynard
- The Lemon Drop Kid (1951) - 'Brainey' Baxter
- New Mexico (1951) - Cherry
- Off Limits (1952) - Connie Curtis
- East of Sumatra (1953) - Lory Hale
- Paris Model (1953) - Marion Parmalee
- New York Confidential (1955) - Iris Palmer
- Rock-A-Bye Baby (1958) - Carla Naples
- Critic's Choice (1963) - Ivy London
- Stage to Thunder Rock (1964) - Leah Parker
- The Lively Set (1964) - Marge Owens
- Arizona Bushwhackers (1968) - Molly
- From Nashville with Music (1969) - Mabel
- The Phynx (1970) - ela mesma